# Centro de Música Eletrônica
Considerado o maior e mais avançado Centro de Música Computacional e Eletrônica do sul do Brasil, o Centro de Música Eletrônica (CME) foi criado para potencializar as atividades de composição musical assistida por computador, bem como atividades de ensino, pesquisa e extensão, consolidando definitivamente a aliança de duas áreas cada vez mais inseparáveis: música e tecnologia. O CME é formado por três laboratórios: MIDILAB, AudioLab e LME vinculados ao Departamento de Música do Instituto de Artes da UFRGS. Os laboratórios são utilizados por pesquisadores e compositores oriundos dos Cursos de Graduação e Pós-graduação em Música da UFRGS. O CME ainda abriga os alunos do Programa de Extensão em Música Eletrônica e pesquisadores que desenvolvam trabalhos em Computer Music. O laboratório é coordenado pelo compositor Dr. Eloy Fritsch e sua equipe de bolsistas/pesquisadores. O projeto foi financiado pelo CNPq, FAPERGS e UFRGS e atualmente conta com verbas provindas de projetos de pesquisa financiados pela FAPERGS, do Programa de Extensão em Música Eletrônica e projetos correlatos.

## Estudios de Composição Auxiliada por Computador

### LME - Laboratório de Música Eletrônica
O LME - Laboratório de Música Eletrônica foi criado em 2001 pelo compositor Eloy Fritsch disponibilizando
sintetizadores como o Supernova II, Nord Modular e o MS-2000R. Este laboratório ainda é equipado com Music Workstations como o Kurzweil 2600, Triton expandido, XP-60 e o sampler AKAI S-6000 com bibliotecas de som para orquestra e coro. O sistema de gravação utilizado é o Digidesign Pro tools na plataforma Macintosh. O sistema de monitoração é constituído por 6 caixas Event ativas e um Subwoofer Tanoy. O LME é utilizado principalmente para elaboração de material musical eletrônico e composição de músicas eletroacústicas por alunos de pós-graduação em música através de sistemas como o Max/Msp.

### MIDILab - Laboratório MIDI
O MIDILAB foi o primeiro espaço do Rio Grande do Sul voltado ao ensino da Música
computacional e Eletrônica. O laboratório foi criado pelo compositor Eloy F. Fritsch e, na
época, contava apenas com instrumentos MIDI. Daí a denominação de MIDILAB. Atualmente está equipado com 7 Music Workstations Roland XP-60 expandidas conectadas via MIDI a computadores PC com placas de som Firewire. São ministradas aulas em grupo de Música e tecnologia, sequenciamento, MIDI, composição musical, edição de partitura e composição de música eletrônica. São utilizados os programas Max/Msp, Reaktor, Finale, Puredat e Cubase LE. No MIDILAB os alunos elaboram seus próprios programas de música na área de composição musical utilizando o MEPSOM - Método de Ensino de Programação de Computadores para a Música.

## História

### 1999–2003
A construção do CME iniciou em 1999 com instrumentos e equipamentos do estúdio particular do compositor Eloy Fritsch. Naquela época iniciaram os primeiros cursos de Computer Music e Música Eletrônica na Universidade. As aulas práticas de Síntese Sonora foram ministradas aos alunos do curso de composição musical em sintetizadores como o Modular Roland System-700. Com o tempo o número de estudantes interessados em composição de música eletrônica aumentou.
Eloy Fritsch, então, encaminhou projetos para a criação de laboratórios de composição. Em 2001 os projetos foram aprovados pelo MEC, CNPq e FAPERGS. Iniciava, assim, uma nova fase no campo da música eletrônica do RS com a construção do primeiro Centro de Música Eletrônica do sul do Brasil. O CME foi inaugurado em 15 de janeiro de 2003 com o 1 º Concerto de Música Computacional realizado por alunos e professores do Instituto de Artes da UFRGS.

### 2003-2011
Em 2003 o CME é inaugurado oficialmente com um concerto de música eletroacústica realizado no Instituto de Artes da UFRGS. Os três laboratórios são utilizados por alunos de graduação, pós-graduação e extensão. São desenvolvidos vários projetos de pesquisa. Entre eles o projeto Música Ciência e Tecnologia que é uma iniciativa pioneira de educação não formal, multimídia, presencial, e a distância que visa popularizar o conhecimento da tecnologia a serviço música. O projeto produziu um documentário em DVD, uma exposição no Museu da UFRGS e a criação do primeiro Museu Virtual do Sintetizador em língua portuguesa.
O DVD  Música,Ciência e Tecnologia feito em parceria com a Ufrgs TV  com a intenção de levar a milhares de pessoas o conhecimento sobre Música e Tecnologia nunca antes divulgado dessa forma no Brasil. O documentário é uma viagem no tempo apresentando a história dos pioneiros da Música Eletrônica, incluindo invenções, composições e contribuições. O DVD também apresenta iniciativas nacionais na interação entre Música e Tecnologia, depoimentos de compositores pioneiros da Música Computacional, demonstrações sobre recursos dos instrumentos eletrônicos e software musical gratuito.
No ano de 2010 foi realizada a exposição Música Ciência e Tecnologia de 05 de agosto à 5 de dezembro no Museu da UFRGS contabilizando o expressivo número de 6902 visitantes.

## Pesquisa
```
O CME abriga o Grupo de Pesquisa em Computação Musical da UFRGS. Este grupo trabalha na linha de pesquisa Computação Musical que prevê inclusão de projetos de composição musical auxiliados por computador, música & tecnologia, performance auxiliada por computador, multimédia & música e temas correlatos. Os projetos são desenvolvidos no Instituto de Artes da UFRGS, mais especificamente nos laboratórios do Centro de Música Eletrônica da UFRGS. 
```

### Projetos de Pesquisa em Andamento
```
 * Composição de Eletrocústica de Paisagens Sonoras – FAPERGS – PROAPP 
```

- Projeto - FAPERGS - Pesquisa em Música Eletroacústica Experimental
- Laboratório de Música Eletroacústica Experimental
- Projeto FAPERGS - Instalação do Laboratório de Música Eletroacústica
- Projeto MEC/CNPq - Laboratório de Pesquisa em Composição Eletroacústica - Criação do CME
- Projeto CNPq - Música, Ciência e Tecnologia

### Documentário Música, Ciência e Tecnologia
Este filme documentário é baseado no livro: Música Eletrônica-Uma Introdução Ilustrada, lançado em 2008 pela Editora da UFRGS.Com o empenho de toda equipe de pesquisa do centro de música eletrônica do Instituto de Artes, e, da equipe de produção da UFRGS TV foi possível apresentar os capítulos iniciais do livro através das possibilidades enriquecedoras do audio visual.
Permeado por interações entre a Música Ciência e Tecnologia, este documentário ressalta a contribuição da tecnologia para o desenvolvimento da Música no século XX.A primeira parte do documentário é uma viagem no tempo apresentando a história dos pioneiros da Música Eletrônica, incluindo suas composições e os instrumentos de época.O documentário destaca a invenção dos sintetizadores comerciais e os músicos eletrônicos que disseminaram e popularizaram a música criada por sintetizadores através da realização de concertos multimídia,shows,gravações,trilhas sonoras para o cinema e versões sintetizadas para os clássicos da música.
Uma parte do filme é dedicada às iniciativas nacionais na interação entre Música, Ciência e Tecnologia.O documentário lembra os pioneiros da Música Eletroacústica no Brasil, resgata importantes projetos de música instrumental com sintetizadores e apresenta instrumentos eletrônicos nacionais.
A equipe concetrou parte da pesquisa na Música Eletrônica e Computacional do Rio Grande do Sul registrando depoimentos dos pioneiros Frederico Richter e Eduardo Reck Miranda.O documentário ainda apresenta um conjunto de demonstrações sobre recursos eletrônicos para a criação musical focando as possibilidades de síntese sonora do minimoog.Este sintetizador portátil de grande sucesso comercial é um instrumento clássico da música moderna e foi escolhido por se tratar de um verdadeiro laboratório para experimentos sonoros.Além do minimoog, para exemplificar outros recursos tecnológicos aplicados a música,foram incluídos modelos de sintetizadores e módulos de som modernos, bem como,instrumentos interligados pelo sistema MIDI.
Os cientistas e engenheiros da computação muito contribuíram para a invenção de novos recursos para a invenção de novos recursos para a música.Atualmente, todo o processo de produção musical passa pelo computador.Estúdios de gravação são baseados na tecnologia da tecnologia da informática e o computador é considerado um instrumento versátil que oferece grandes possibilidades ao músico.Com o objetivo de apresentar parte dessa contribuição, a equipe de pesquisa preparou um conjunto de demonstrações sobre software musical.Foram criados exemplos sobre diferentes categorias de programas de computador para a música,tais como:estúdio virtual, bateria eletrônica,editor de partituras, software para composição,música interativa, sequênciador MIDI, editor de áudio e instrumentos virtuais.São apresentados também exemplos de software livre para a música,ou seja, software gratuito que pode ser obtido na internet e utilizado por todos os músicos interressados no assunto.
Neste documentário foram escolhidos apenas alguns dos principais projetos pioneiros no âmbito da Música Eletrônica e Instrumental.Entretanto, esperamos que este filme seja uma porta de entrada para que os interressados pesquisem a respeito do tema e descubram mais sobre a música moderna e a interação com outros campos do conhecimento.
Este documentário está sendo distribuído gratuitamente para professores de música interressados em música eletrônica.

### Museu Virtual do Sintetizador
O surgimento da música eletrônica inaugurou uma nova fase na interação entre a ciência e a música. Além da orquestra e os instrumentos acústicos tradicionais, os compositores passaram a utilizar instrumentos criados através de circuitos e processadores para produzir a nova música. Uniram o conhecimento científico e artístico para a elaboração de composições de vanguarda. A evolução da ciência permite que o músico utilize as novas tecnologias digitais e virtuais no fazer musical. Para empregar esses novos recursos no estúdio e no palco surge a figura do músico eletrônico, artista especializado em criar música através das máquinas utilizando os recursos da tecnologia dos sistemas e programas de computador para auxiliá-lo nas tarefas de composição e performance musical.
Através do Museu Virtual do Sintetizador (MVS), milhares de pessoas terão acesso às informações na língua portuguesa sobre a história, evolução, tecnologias, sistemas, instrumentos, equipamentos e seus inventores, ciêntistas e compositores e a relação entre ciência, música e tecnologia. O MVS é o primeiro museu virtual sobre sintetizadores na língua portuguesa. O sistema é um conjunto de páginas na Web para acesso remoto contendo informações multimídia sobre música eletroacústica, eletrônica, concreta, música para sintetizadores, músicos eletrônicos, história, conceitos, tecnologias, sistemas, compositores, cientistas, inventores, instrumentos, exemplos e a produção de composições eletroacústicas do Curso de Composição do Instituto de Artes da UFRGS. O sistema possibilita que o usuário navegue pelas páginas e explore o conteúdo multimídia da base de dados.

## Equipe

### Professores Pesquisadores
- Prof. Dr. Eloy Fernando Fritsch (coordenador do CME)
- Prof. Dr. Luciano Zanatta

### Bolsistas Atuais
- Daniel Seimetz - (CNPq - PiBic)
- Paulo Eduardo de Souza Francisco - (UFRGS - EAD)

## Ex-Bolsistas
- Abel Roland de Jesus.Composição Eletroacústica de Paisagens Sonoras. Laboratório de Música Eletroacústica Experimental. 2008. Iniciação Científica. (Graduando em Música - Habilitação Composição) - UFRGS, CNPQ. Orientador: Eloi Fernando Fritsch.
- Alexandre Andrade Morales - Bolsa EAD -  Música - Música & TecnologiaI , II e III  2007
- André Pilla. Música Eletroacústica e Interativa. 2007. Iniciação Científica. (Graduando em Música - Habilitação Composição) - UFRGS,. Orientador: Eloi Fernando Fritsch
- Bernardo Grings. Bolsa EAD - Música - Música & Tecnologia II. 2007.
- Bruno Angelo - (UFRGS)
- Bruno Westerman. Bolsa de Extensão em Música Eletrônica. 2005.
- Christian Benvenuti. Bolsa de Extensão em Computação Musical. 2000.
- Daniel Mendes - Bolsa de Pesquisa, Música Eletrônica, 2006.
- Daniel Moreira. Laboratório de Música Eletroacústica de Experimental - Criação de Uma Interface Interativa. 2008. Iniciação Científica. (Graduando em Música - Habilitação Composição) - UFRGS. Orientador: Eloi Fernando Fritsch
- Fernando Bassotto Pontin. Bolsa de Extensão em Música Eletrônica. 2003.
- Fernando Fleck. Bolsa do Programa de Extensão em Música Eletrônica 2006, 2007.
- Fernando Efron. Bolsa do Programa de Extensão em Música Eletrônica 2007.
- Gilberto Ribeiro Jr.. Bolsa EAD-  Ensino a Distância de Música - Música & Tecnologia III. 2008Laboratório de Música Eletroacústica Experimental. 2006. Iniciação Científica. (Graduando em Música - Habilitação Composição) - UFRGS. Orientador: Eloi Fernando Fritsch.
- Hans Michael Hess. Bolsa de Extensão em Música Eletrônica. 2000.
- Paulo Parada Ausquia Junior - Monitoria da disciplina de música Eletroacústica.2011.
- Priscila Medina. Bolsa de Extensão em Computação Musical. 2001.
- Rafael Lopes dos Santos. Bolsa do Programa de EXTENSÃO EM MÚSICA ELETRÔNICA. 2007.
- Rafael de Oliveira. Bolsa de Extensão e Pesquisa em Música Eletrônica. 2002, 2003, 2004. Laboratório de Música Eletroacústica Experimental. 2006. Iniciação Científica. (Graduando em Música - Habilitação Composição) - UFRGS, Conselho Nacional de Desenvolvimento Científico e Tecnológico. Orientador: Eloi Fernando Fritsch.
- Ricardo Eizirick. Laboratório de Música Eletroacústica Experimental. 2007. Iniciação Científica. (Graduando em Música - Habilitação Composição) - UFRGS. Orientador: Eloi Fernando Fritsch.
- Ricardo Herdt. Monitoria da disciplina Música e Tecnologia. 2009.
- Rodrigo Avellar Muniagurria. Bolsa EAD - Música & Tecnologia I. 2004, 2005, 2006.Laboratório de Música Eletroacústica Experimental. 2005. Iniciação Científica. (Graduando em Música - Habilitação Composição) - UFRGS. Univ.Orientador: Eloi Fernando Fritsch.
- Rodrigo Meyne. Monitoria da disciplina Música Eletroacústica I. 2009.
- Rodrigo Zambrano. Projeto Ciência, Música e Tecnologia. 2009. Iniciação Científica. (Graduando em Música - Habilitação Composição) - UFRGS. Conselho Nacional de Desenvolvimento Científico e Tecnológico. Orientador: Eloi Fernando Fritsch

## Concertos promovidos pelo Centro de Música Eletrônica
Desde a década de cinqüenta são realizadas composições e gravações de música eletroacústica em estúdio para que, posteriormente, sejam projetadas na sala de concerto através de um conjunto de alto-falantes. O crescente interesse dos compositores diante das novas tecnologias e das possibilidades quase que infinitas da elaboração sonora em estúdio, tornaram a música eletroacústica um gênero autônomo e uma das principais áreas de atividade e de pesquisa da música contemporânea. A música apresentada nos concertos não é um simples entretenimento. Ela é considerada, pelos compositores, como atividade suprema do saber humano, fruto de pesquisas e experimentos musicais. No Centro de Música Eletrônica do Instituto de Artes da UFRGS a tecnologia está sendo utilizada a serviço da música. Os concertos de difusão sonora de música computacional objetivam divulgar as composições realizadas por professores e alunos do Instituto de Artes da UFRGS que decidiram ousar, apresentando um tipo de música que só pode ser criada com auxílio do computador. O CME também dispõe de um programa na Rádio da Universidade Federal do Rio Grande do Sul ZYK 280 1080 kHz Am, é um programa quinzenal que vai ao ar às 13h com reapresentação às 22h.

## Lista de Concertos
- 12 de novembro de 2008-Concerto de Música Eletroacústica em homenagem aos 100 anos do Instituto de Artes  e aos 5 anos do Centro de Música Eletrônica da UFRGS. Obras de: Abel Roland-urgência,Eloy Fritsch-guarujá,Gilberto Ribeiro Jr.-PVC,Ricardo S. Eizirik-Estudo de Túneis,Rodrigo Meine-Lord of the Sewer.local:Auditório Tasso Correa.
- 20 de outubro de 2005- Apresentação de Música Eletroacústica com a Orquestra de Alto Falantes da UFRGS no salão de iniciação ciêntifica desta universidade.Obras de: Abel Roland-urgência,música Acúsmática;Daniel Moreira-Trensurb,Paisagem Sonora;Eloy Fritsch-Synthetic Horizon,Música Acúsmática;Gilberto Ribeiro Junior-Pantográfico,Paisagem Sonora.local:Sala Corpo Santo,campos central da UFRGS
- 30 de setembro de 2006-Projeção Sonora de Composições Computacionais.Concerto didático com comentários dos compositores sobre as peças. Obras de : Eliseu Carvalho, Eloy Fritsch, James Correa, Luciano Zanatta, Martin de Heuser, Rafael de Oliveira, Rodrigo Avellar de Muniagurria. Local:Auditório Tasso Correa
- 25 de novembro de 2007-projeção sonora de composições computacionais. Obras de :Daniel Mendes ,Eloy Fritsch,Guilherme Bertissolo,Leonardo Nunes,Rafael de Oliveira,Rodrigo Avellar de Muniagurria.Local:Auditório Tasso correa.
- 22 de novembro de 2005-Música Eletrônica Acúsmática no Museu. Obras de :Christian Benvenuti,Eloy Fritsch,Rafael de Oliveira,Rodrigo Avellar.Local: Museu da UFRGS,Osvaldo Aranha,277.
- 13 de dezembro de 2005-Música Eletroacústica no Museu. Obras de:Daniel Mendes,Edu Coelho,Eloy Fritsch,Luciano Zanatta,Paulo Saraiva Macedo,Yanto Laitano.Local: Museu da UFRGS,Osvaldo Aranha,277.
- 19 de outubro de 2005-Paisagens Sonoras no Cinema. Obras de:Abel Roland,Eloy Fritsch,Gilberto Ribeiro Junior.Local:Sala Redenção,cinema universitário,Campus Central da UFRGS.
- 15 DE DEZEMBRO DE 2009-Concerto de Lançamento da Coletânea de  Música Eletroacústica Brasileira.Obras de:Eduardo Reck Miranda,Eloy Fritsch,Frederico Richter,Jorge Antunes.
- 22 de setembro de 2010- Concerto de Difusão Sonora pela Orquestra de Alto-falantes da UFRGS ao 12:30 h

Programa:-Xorcism - Rodrigo Meine, O Espaço da Sombra - Cuca Medina, Almoço de Domingo - Marcelo Villena e Resonance - Eloy Fritsch.
- 18 de outubro de 2010- Apresentação de Música Computacional.Evento de abertura do Salão de Iniciação Científica da UFRGS."Um Cinema para os Ouvidos, um Desafio para os sentidos". Às 17h, 17:20 h, 17:40 h, 18h .Organização, promoção e Direção Artística UFRGS - Propesq.
- 9 de novembro às 12h:30-Apresentação sonora de obras eletroacústicas na sala dos sons apresenta o repertório de música eletroacústica produzida no CME do Instituto de Arttes da UFRGS pelo compositor e professor Eloy F. Fritsch.
- 22 de novembro às 12h30-Apresentação sonora de obras eletroacústicas na sala dos sons apresenta obras do compositor Rodrigo Meime .Programa:1.Lord of the Sewer(2008), 2.E-xorcism(2009), 3.Noahs´Return(2009), 4 voices I (2010) e 5.Monólogo(2009).
- 08 de novembro de 2011-Concerto de música Eletroacústica com o compositor e professor Luciano Zanatta .Obras: 1.Treliça(2011), 2.Realidade:Canelada!(2011), 3.Realidade, Canelada(2011), 4.Procuradoria Geral(2011), 5.Casa é lugar(2011), 6.Canelata(2011), 7.Não é isso, é a coisa que faz isso(2010/2011), 8.Pheeno(2011), 9.Destreza e Galhardia(2005/2011), 10.Silêncio(2011)

## Radio CME ON-LINE - Para ouvir composições do CME
A Rádio CME - Online é um projeto que disponibiliza a produção de música eletroacústica do Centro de Música Eletrônica da UFRGS. A rádio virtual CME - Online é uma valiosa ferramenta para músicos eletrônicos promoverem o seu trabalho, e um fascinante recurso para o acesso e o conhecimento da produção de música eletrônica (eletronic music art) do Rio Grande do Sul. O CME adota uma larga definição para “música eletroacústica”, suportando qualquer trabalho de áudio exploratório feito com uso da tecnologia tais como: Computacional, Concreta, Eletroacústica, Instrumental com Meios Eletrônicos, Eletrônica Experimental, Interativa, Vintage, Paisagem Sonora, Trilha Sonora. É possível selecionar as obras pelo autor ou categoria musical.
- Site da rádio do CME

## Sala dos Sons
A projeção sonora de obras eletroacústicas pela Orquestra de Alto-falantes da UFRGS (OAF-UFRGS) marcou o início das apresentações musicais na Sala dos Sons da UFRGS. Este evento contou com a difusão sonora da obra Anaphore Symphocéanique do pioneiro da música eletrônica no Brasil, Jorge Antunes, e os compositores gaúchos selecionados para a coletânea de Música Eletroacústica Brasileira: Maestro Frederico Richter com a obra Sonhos e Fantasia, Eduardo Reck Miranda com a obra Tiergarten e Eloy F. Fritsch com a obra Resonance. A Sala dos Sons apresenta mensalmente composições eletroacústicas para Orquestra de Alto-falantes. A série Música Eletroacústica na UFRGS visa proporcionar a apresentação de composições realizadas no Centro de Música Eletrônica do Instituto de Artes por alunos do curso de pós-graduação e graduação em música. ANa primeira edição dessa série foram apresentadas peças “Trensurb” de Daniel Moreira, “Pipoca Espacial” de Maria Eduarda Mendes Martins e “PVC” de Gilberto Ribeiro Jr. e  “Blue om Breath” de Alberto Tusi.

## Ensino

### Graduação e Pós-Graduação
Os laboratórios do Centro de Música Eletrônica são utilizados pelos alunos e professores do da Graduação e do Programa de Pós-graduação em Música em atividades de ensino e pesquisa. São ministradas as disciplinas de Música & Tecnologia e Estudo Individual Orientado para o curso de Composição. A disciplina eletiva de Música & Tecnologia é oferecida regularmente a alunos de que desejam aprimorar seus conhecimentos nas novas tecnologias utilizadas para o processo de composição de música eletroacústica. Na disciplina de Estudo Individual Orientado o aluno desenvolve um projeto relacionado à sua pesquisa de Pós-graduação recebendo a orientação do professor de computação musical.

### Extensão
São oferecidos cursos de música eletrônica aos músicos que não estão na Universidade e que desejam compor com o auxílio da tecnologia.